# Edward Kozłowski (oficer)
 Edward Kozłowski  (ur. 21 marca 1918 w Suchodołach, zm. 9 grudnia 1974 we Wrocławiu) – pułkownik dyplomowany Wojska Polskiego.

## Życiorys
Edward Kozłowski urodził się 21 marca 1918 w Suchodołach na Wołyniu. W 1941 został powołany do Armii Czerwonej. Został oficerem 3 batalionu inżynieryjno-budowlanego. Pod koniec sierpnia 1943 przeniesiony do Wojska Polskiego i skierowany do 2 Dywizji Piechoty, a stamtąd do Centralnej Szkoły Podchorążych w Riazaniu, do kompanii podchorążych saperów. Po jej ukończeniu w sierpniu 1944 roku został skierowany do formowanej 4 Brygady Saperów. Brał udział w jej organizowaniu, a następnie jako dowódca kompanii saperów w lutym 1945 uczestniczył w rozminowywaniu Warszawy i potem przeszedł z brygadą cały szlak bojowy.
Po wojnie uczestniczył w rozminowywaniu Podkarpacia i zachodniej części przyczółka sandomierskiego. 25 czerwca 1945 roku został ciężko ranny – utracił część stopy. W okresie swej wieloletniej trudnej służby wojskowej cały czas był w linii, przeważnie na stanowiskach dowódczych, od dowódcy kompanii do dowódcy brygady saperów włącznie. Ze stawianych mu zadań wywiązywał się właściwie, również podczas licznych wówczas ćwiczeń z wojskami. Dbał o dobre wyszkolenie i zdolność bojową podległych pododdziałów. Podczas ćwiczeń i inspekcji osiągał dobre wyniki. Wielokrotnie skutecznie kierował podległymi pododdziałami w akcjach przeciwlodowych i powodziowych.
W latach 1946–1947 był komendantem szkoły podoficerskiej. Od 1947 do 1950 był zastępcą dowódcy 4 Łużyckiego pułku saperów w Gorzowie Wielkopolskim, a w okresie od stycznia do maja 1950 pełnił obowiązki dowódcy pułku. W 1950 został szefem sztabu 2 pułku saperów. W latach 1951–1954 pełnił obowiązki dowódcy 5 pułku saperów. W 1954 został dowódcą 2 pułku saperów. W latach 1955–1956 był słuchaczem Wyższego Akademickiego Kursu w Wojskowej Akademii Inżynieryjnej im. Waleriana Kujbyszewa w Leningradzie. Od stycznia 1956 do listopada 1963 po raz drugi dowodził 4 Łużyckim pułkiem saperów, po czym został słuchaczem Akademii Sztabu Generalnego w Rembertowie. W lipcu 1966 został wyznaczony na stanowisko dowódcy 4 Łużyckiej Brygady Saperów w Gorzowie Wielkopolskim. Obowiązki dowódcy brygady pełnił do lipca 1967.
Zmarł 9 grudnia 1974 we Wrocławiu. Pochowany 12 grudnia 1974 na Cmentarzu Osobowickim we Wrocławiu (pole 24, grób 182, rząd 1 od pola 24A).

## Awanse
- podporucznik – sierpień 1944[2]
- major – 1950
- podpułkownik – 1951
- pułkownik

## Ordery i odznaczenia
- Krzyż Srebrny Orderu Wojennego Virtuti Militari
- Krzyż Kawalerski Orderu Odrodzenia Polski
- Złoty Krzyż Zasługi